# Vicepresidente de Guatemala
La vicepresidenta de la República de Guatemala es la funcionaria de más alta jerarquía dentro del Organismo Ejecutivo después del presidente de la República, a quien sucede de manera temporal o permanente en el ejercicio de sus funciones según en los casos establecidos por la Constitución con el nombre oficial de presidente (a) en funciones de la República de Guatemala (según sea el caso), antecedido con el tratamiento respectivo para los actos oficiales. Su tratamiento y título oficial es El (la) Excelentísimo (a) Señor (a) Vicepresidente (a) Constitucional de la República de Guatemala.
La vicepresidenta es la primera en la línea de sucesión presidencial en caso de que faltase el presidente de manera absoluta. Es electo en la misma planilla con el presidente en idéntica forma y por el mismo período de mandato, lo que quiere decir que es su compañero de fórmula.         
La vicepresidenta debe reunir las mismas calidades que el presidente de la República, goza de iguales inmunidades y tiene en el orden jerárquico del Estado, el grado inmediato inferior al de dicho funcionario. El cargo de vicepresidente de la República de Guatemala está actualmente ocupado por Karin Herrera.

## Funciones
Las funciones del vicepresidente la República de Guatemala establecidas en la Constitución son:
1. Participar en las deliberaciones del Consejo de Ministros con voz y voto;
2. Por designación del presidente de la República, representarlo con todas las preeminencias que al mismo correspondan, en actos oficiales y protocolarios o en otras funciones;
3. Coadyuvar, con el presidente de la República, en la dirección política general del gobierno.
4. Participar, conjuntamente con el presidente de la República, en la formulación de la política exterior y las relaciones internacionales, así como desempeñar misiones diplomáticas o de otra naturaleza al exterior;
5. Presidir el Consejo de Ministros en ausencia del Presidente de la República;
6. Presidir los órganos de asesoría del Ejecutivo que establezcan las leyes;
7. Coordinar la labor de los ministros de Estado; y
8. Ejercer las demás atribuciones que le señalen la Constitución y las leyes.

## Requisitos
Pueden optar al cargo de vicepresidente de la República de Guatemala los guatemaltecos de origen que sean ciudadanos en ejercicio y que sean mayores de cuarenta años.

## Falta o ausencia
En caso de falta absoluta del vicepresidente de la República o renuncia del mismo, será sustituido por la persona que designe el Congreso, escongiéndola de una terna propuesta por el presidente de la República; en tales casos el sustituto fungirá hasta terminar el período con iguales funciones y preeminencias.

## Dependencias, consejos y gabinetes
Las dependencias bajo el cargo de la vicepresidencia de la República son:
1. La Comisión Presidencial de Transparencia y Gobierno Electrónico (COPRET.)
2. La Secretaría Contra la Violencia Sexual, Explotación y Trata de Personas (SVET).
3. La Secretaría Nacional de Ciencia y Tecnología (SENACYT)
4. La Secretaría Nacional de Administración de Bienes en Extinción de Dominio (SENABED).
5. La Secretaría Ejecutiva Contra las Adicciones y el Tráfico Ilícito de Drogas (SECCATID).
6. El Plan Trifinio.

Los consejos y gabinetes a cargo de la Vicepresidencia son:
1. El Consejo Nacional de Seguridad Alimentaria y Nutricional (CONASAN).
2. El Consejo Nacional de Administración de Bienes en Extinción de Dominio (CONABED).
3. La Comisión Nacional para la Prevención y Combate de la Defraudación Aduanera y el Contrabando (CONACON).
4. El Gabinete Específico de Desarrollo Social.
5. El Consejo Nacional de Ciencia y Tecnología (CONCYT).
6. La Comisión Contra las Adicciones y el Tráfico Ilícito de Drogas (CATTID).
7. La Comisión Nacional para la Erradicación del Trabajo Infantil (CONAPETI).
8. El Consejo Nacional para la Vivienda (CONAVI).
9. La Comisión Nacional del Transporte Terrestre (CONATRANS).
10. La Comisión Presidencial Reverdecer Guatemala.
11. La Comisión Presidencial de Coordinación de los Esfuerzos contra el Lavado de Dinero y Otros Activos y del Financiamiento del Terrorismo en Guatemala.
12. El Gabinete Económico.

## Vicepresidente electo de Guatemala
El Vicepresidente electo de la República de Guatemala es el candidato o candidata que ha ganado elección presidencial en Guatemala, pero que aún no ha juramentado al cargo como Vicepresidente de la República de Guatemala. El vicepresidente electo es también el título honorífico otorgado a esta persona y mantiene el título entre el período que comprende la elección presidencial y la toma de posesión.
El título de Vicepresidente electo se da después de su victoria electoral, en caso de que ningún candidato obtenga más del 50% de los votos en la primera vuelta que se realiza en junio, se convocará a segunda vuelta electoral en agosto. El ganador en la segunda vuelta, junto al presidente, es quien será vicepresidente de la República, y sustituirá al Vicepresidente en turno el 14 de enero siguiente.
En caso de renuncia, muerte o falta absoluta del vicepresidente electo, al momento de tomar posesión del cargo el presidente electo, ya como presidente deberá presentar una terna al Congreso de Guatemala para que nombre al vicepresidente.
Después de la segunda vuelta realizada el 20 de agosto de 2023 la vicepresidente electa de Guatemala es Karin Herrera, quién ganó junto a Bernardo Arévalo, y tomará posesión el 14 de enero de 2024.